# Comté de Fort Bend
Pour les articles homonymes, voir Bend (homonymie).
Le comté de Fort Bend, en anglais : Fort Bend County, est un comté situé à l'est de l'État du Texas aux États-Unis. Fondé le 29 décembre 1837, par la république du Texas, son siège de comté est la ville de Richmond. Selon le recensement des États-Unis de 2020, sa population est de 822 779 habitants. Le comté a une superficie de 886 km2, dont 875 km2 en surfaces terrestres. Il est nommé d'après une casemate située sur une courbure, en anglais : bend, du fleuve Brazos.

## Organisation du comté
Le comté est fondé le 29 décembre 1837, par la république du Texas à partir des terres des comtés d' Austin, de Brazoria et de Harrisburg, actuel comté de Harris. Il est définitivement organisé, c'est-à-dire autonome, le 13 janvier 1838.
Il est baptisé en référence au fort Bend, un fortin militaire construit en novembre 1822, en bordure du fleuve Brazos, afin de protéger les colons des attaques d'Amérindiens.

## Comtés adjacents
| Comté d'Austin   | Comté de Waller    | Comté de Harris   |
|                  | comté de Fort Bend |                   |
| Comté de Wharton |                    | Comté de Brazoria |

## Géographie

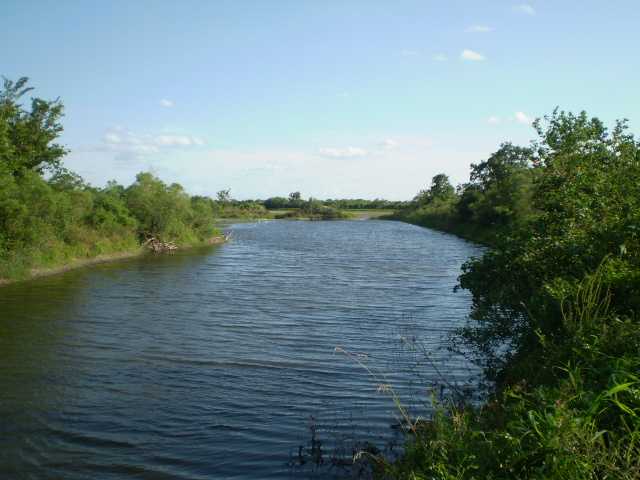
Small lake dans le comté de Fort Bend.

Le comté de Fort Bend est situé dans les plaines côtières du sud-est du Texas aux États-Unis,.
Il a une superficie totale de 2 282 km2, composée de 2 231 km2 de terres et de 61,79 km2 de zones aquatiques. L'altitude varie de 24 m à 76 m. Le fleuve Brazos coule en diagonale du nord-ouest au sud-est à travers le comté et draine la large vallée centrale par de nombreuses criques et bayous. La rivière San Bernard (en), qui forme la limite ouest, draine le quart ouest du comté. Les principaux cours d'eau sont le Big creek, qui se jette à l'est dans le Brazos, l'Oyster creek, qui serpente parallèlement au Brazos et à l'est de celui-ci, et le Bayou Buffalo, qui prend sa source à l'extrémité nord du comté et se jette dans le comté de Harris.

## Démographie

Pyramide des âges du comté de Fort Bend (2000).

Lors du recensement de 2010, le comté comptait une population de 585 375 habitants. Elle est estimée, en 2017, à 764 828 habitants,.
| Groupes           | Comté de Fort Bend | Texas | États-Unis |
| ----------------- | ------------------ | ----- | ---------- |
| Blancs            | 50,6               | 70,4  | 72,4       |
| Afro-Américains   | 21,5               | 11,9  | 12,6       |
| Asiatiques        | 17,0               | 3,8   | 4,8        |
| Autres            | 7,6                | 10,6  | 6,4        |
| Métis             | 2,9                | 2,5   | 2,7        |
| Amérindiens       | 0,4                | 0,7   | 0,9        |
| Total             | 100                | 100   | 100        |
|                   |                    |       |            |
| Latino-Américains | 23,7               | 37,6  | 16,7       |

Selon l'American Community Survey, pour la période 2011-2015, 61,77 % de la population âgée de plus de 5 ans déclare parler anglais à la maison, alors que 18,07 % déclare parler l’espagnol, 3,81 % une langue chinoise, 2,29 % l’ourdou, 2,26 % le vietnamien, 1,67 % l'hindi, 1,49 % une langue africaine, 1,45 % le tagalog, 1,06 % le gujarati, 0,61 % l'arabe et 5,53 % une autre langue.

## Galerie

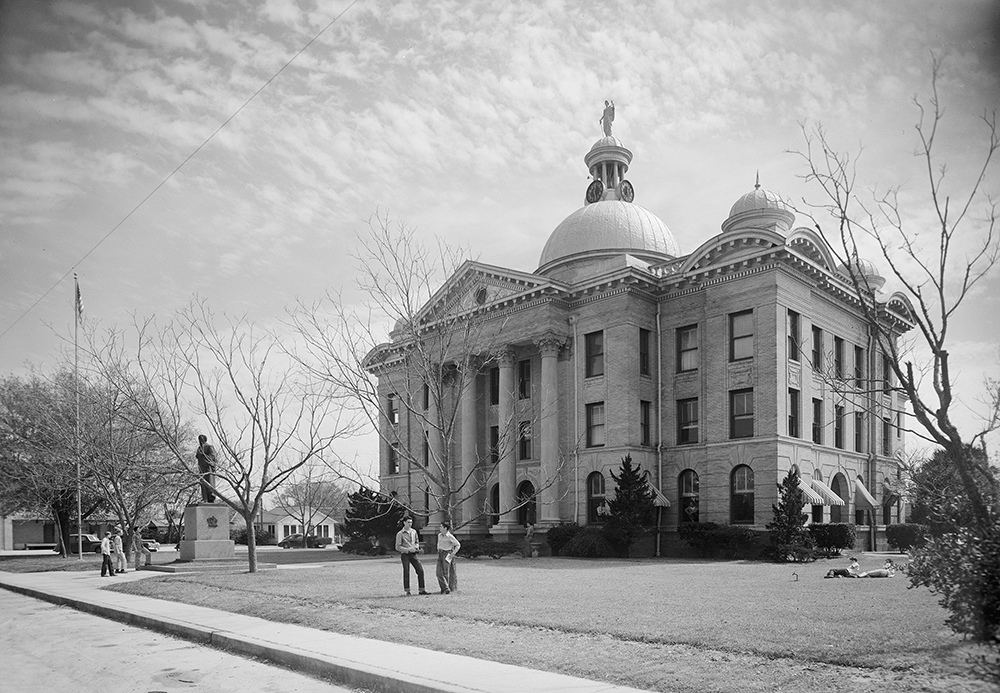
La maison de comté en 1948.
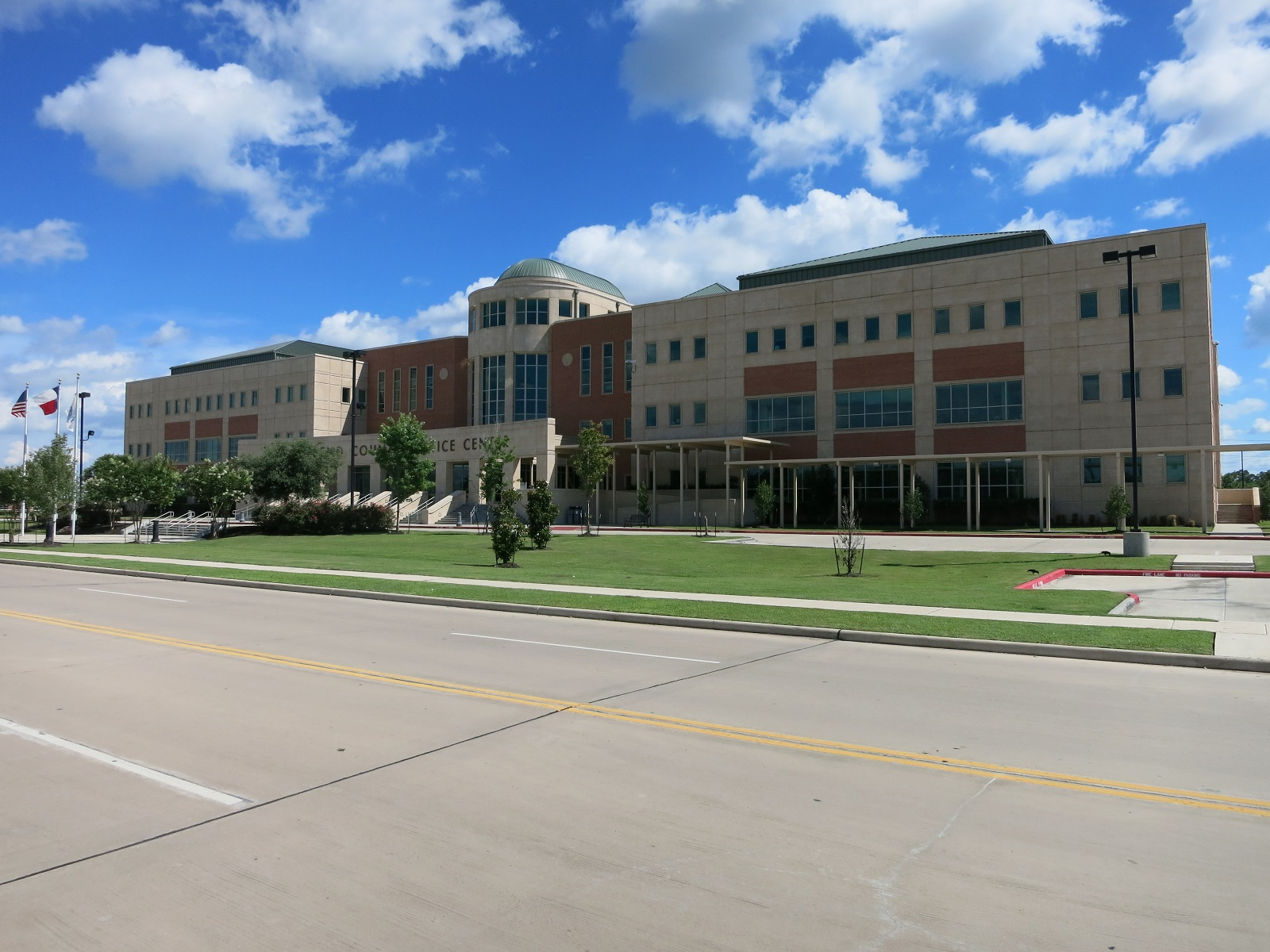
Bâtiment administratif de Richmond.
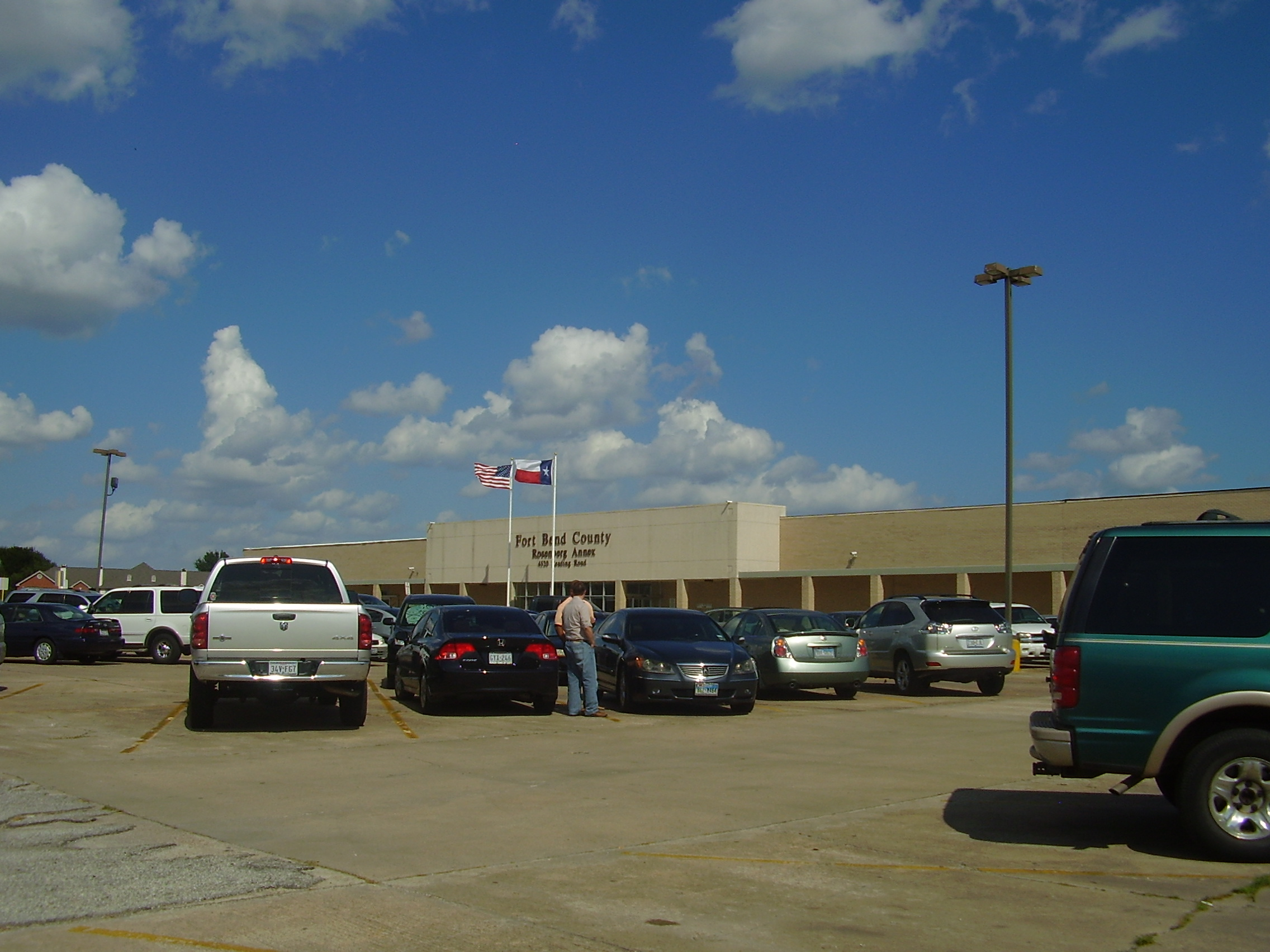
L'annexe de la maison du comté de Richmond..

## Source de la traduction
- (en) Cet article est partiellement ou en totalité issu de l’article de Wikipédia en anglais intitulé « Fort Bend County, Texas » (voir la liste des auteurs).